# Baltasar de Osorio Gallegos
Baltasar de Osorio Gallegos (Sevilla, España) fue un conquistador español que participó en la conquista de la Nueva España.
Aunque no se sabe la fecha de su nacimiento, se sabe que nació en Sevilla, España. Fue caballero hijodalgo, que llegó a Nueva España con Luis Ponce de León en 1526. Participó especialmente en la conquista de Tabasco, cuando enfermó Juan de Vallecillo, siendo nombrado por dos veces gobernador de la provincia de Tabasco (hoy un estado de México). Desplazado por Montejo fue a la conquista de La Florida con Hernando de Soto.

## Llegada a Tabasco
Tras el fallecimiento de Juan de Vallecillo, entonces capitán General de Tabasco, el alcalde ordinario de la Villa de Santa María de la Victoria, Juan de Ledesma viajó a la Ciudad de México a entrevistarse con Hernán Cortés y solicitarle que enviara un nuevo gobernante. Entonces Cortés envió a Tabasco a Baltasar de Osorio con el título de capitán y teniente de Justicia Mayor, y con la instrucción de pacificar Tabasco.
Osorio se trasladó de inmediato al frente de un destacamento de hombres y pertrechos militares, llegando a la capital Santa María de la Victoria en abril de 1527. A su llegada, emprendió una campaña militar para pacificar la provincia, llegando hasta alguna de las poblaciones de la Chontalpa como Nacaxuxuca, Tucta, Guaitalpa, Mazateupa y Copilcom. Sin embargo, fracasó en su objetivo debido a la férrea resistencia de los indígenas mayas, lo que provocó de nuevo el repliegue de los españoles. A mediados de 1527, el territorio controlado por Osorio apenas se circunscribía a los poblados de Puytel y Tamulté de las Sabanas, en las riberas del río Grijalva.
Atormentados por el hambre, Osorio y sus soldados vivían atrincherados en Santa María de la Victoria, sobreviviendo gracias al pillaje. Por la noche caían por sorpresa sobre los pueblos ribereños; robaban el maíz que podían y regresaban apresuradamente a la villa.
Ante la crítica situación que se vivía en Tabasco, Osorio decidió viajar a la Ciudad de México para entrevistarse con Cortés y solicitarle más soldados y apoyos para concretar su misión pacificadora. Osorio regresó a Tabasco con más hombres y pertrechos militares, sin embargo no pudo lograr la pacificación de la provincia porque «Las poblaciones una vez estaban de paz y al día siguiente nos daban guerra...»
Mientras tanto, Francisco de Montejo recibía de Carlos I de España el nombramiento de «Adelantado, Capitán General y Alguacil Mayor de Yucatán, Cozumel y Tabasco», por lo que llegó a Santa María de la Victoria en mayo de 1528, relevando del cargo a Baltasar de Osorio.

## Alcalde Mayor de Tabasco (1530-1535)
En julio de 1530 la Primera Audiencia restituyó como Alcalde Mayor de Tabasco a Baltasar de Osorio, destituyendo a Montejo, por lo que de nuevo Osorio llegó a Santa María de la Victoria.
Sin embargo, el débil control de Osorio provocaría que los indígenas mayas volvieran a rebelarse en contra de las autoridades españolas, de tal suerte que en los cinco años que duró el segundo período de Osorio como alcalde Mayor de Tabasco casi toda la provincia estaba de nuevo en guerra. Muchos de los habitantes quemaron y abandonaron sus pueblos con tal de no seguir sirviendo a los españoles.
Debido al descontrol e inseguridad que imperaban en Tabasco por la insurrección de los indígenas contra las autoridades españolas, en el año de 1535 la Segunda Audiencia destituyó a Baltasar Osorio, restituyendo en su cargo a Montejo. Ante esta situación, Osorio salió de Tabasco.

## Expedición a la Florida (1539-1543)
Osorio se unió en 1539 a Hernando de Soto, con quien partió en la expedición y conquista de La Florida. Dicha expedición tardó cuatro años y tenía como fin colonizar una vasta región. Fue la primera expedición europea que se internó profundamente en el hoy territorio de Estados Unidos, siendo la descubridora del río Misisipi. Fue una vasta empresa que con más 600 hombres, quienes vagaron por cuatro años a lo largo del sudeste de los Estados Unidos en busca de oro, plata y de un pasaje a la China. Después de fracasar en sus objetivos, los 311 sobrevivientes regresaron a la Ciudad de México en 1543. Se desconoce si Osorio falleció al igual que Hernando de Soto durante esa expedición.